# Montlognon
Montlognon is een dorp in Frankrijk. Het ligt in het departement Oise, in de regio Hauts-de-France. Er ligt bos in het zuidelijk deel van het grondgebied van de gemeente, het dorp zelf ligt aan de noordrand van het grondgebied.

## Kaart
De onderstaande kaart toont de ligging van Montlognon met de belangrijkste infrastructuur en aangrenzende gemeenten.

## Demografie
Onderstaande figuur toont het verloop van het inwonertal, bron: INSEE-tellingen. 

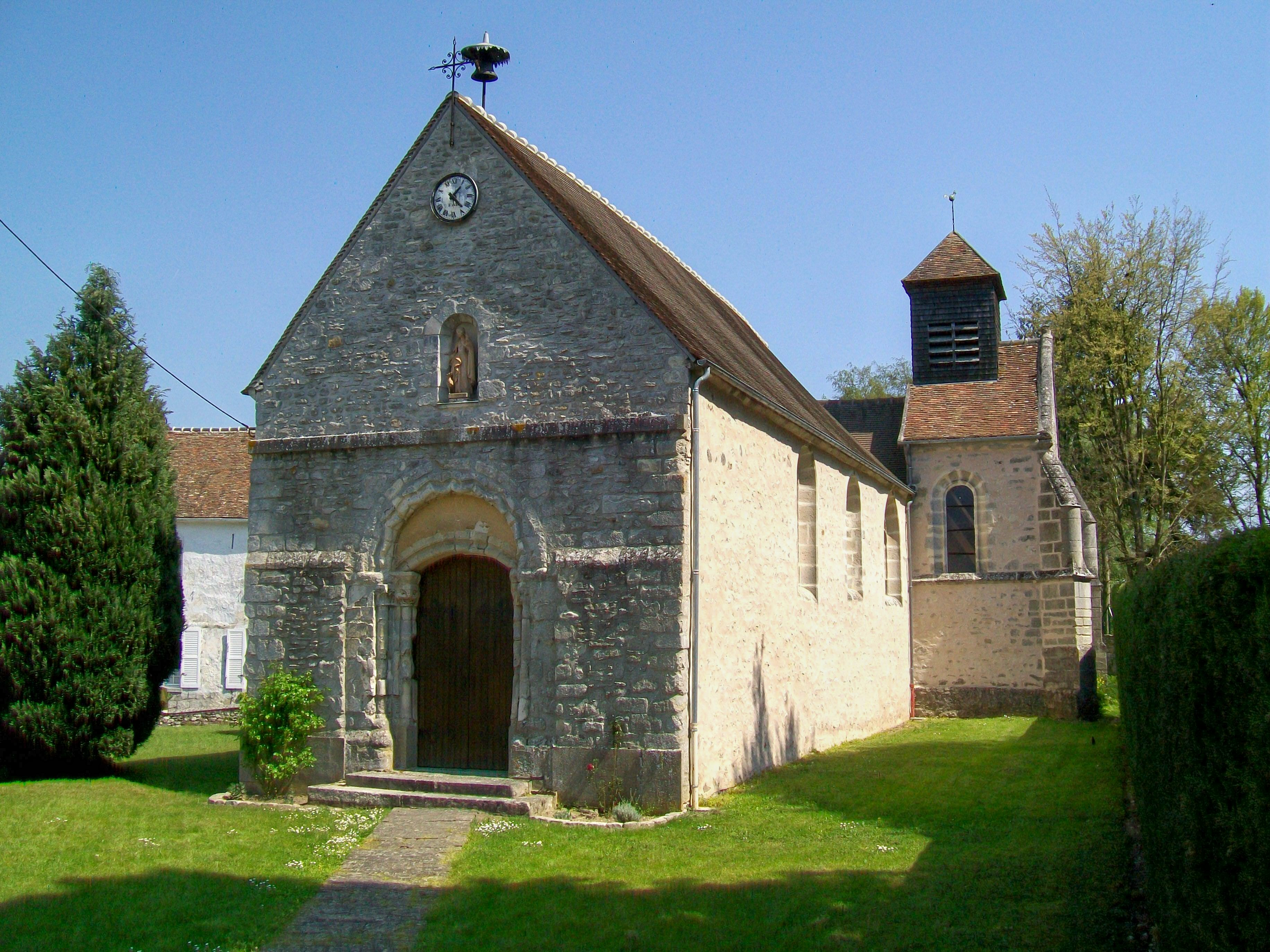
Kerk van Montlognon

## Websites
- (fr)  Statistische informatie op de website van INSEE